# She Who Dwells in the Secret Place of the Most High Shall Abide Under the Shadow of the Almighty
She Who Dwells in the Secret Place of the Most High Shall Abide Under the Shadow of the Almighty – dwupłytowe wydawnictwo Sinéad O’Connor z roku 2003.
Płyta pierwsza zawiera nowe utwory nagrane w studiu oraz utwory, które wcześniej nie zostały opublikowane, płyta druga to zapis koncertu, który odbył się w Dublinie w roku 2002. Tytuł albumu artystka zaczerpnęła z biblijnego Psalmu 91, tego samego, który posłużył za inspirację do tytułu jej debiutanckiego wydawnictwa.

## Lista utworów
CD 1
1. „Regina Caeli” – 1:03
2. „O Filii et Filiae” – 3:14
3. „My Love I Bring” – 3:55
4. „Do Right Woman, Do Right Man” – 3:55
5. „Love Hurts” – 4:03
6. „Ain't It a Shame” – 4:31
7. „Chiquitita” – 3:50
8. „Brigidine Diana” – 4:14
9. „It's All Good” – 5:09
10. „Love Is Ours” – 4:45
11. „A Hundred Thousand Angels” – 3:20
12. „You Put Your Arms Around Me” – 4:59
13. „Emma's Song” – 4:22
14. „No Matter How Hard I Try” – 4:24
15. „Dense Water, Deeper Down” – 3:34
16. „This IS a Rebel Song” – 3:49
17. „1000 Mirrors” – 4:53
18. „Big Bunch of Junkie Lies” – 4:03
19. „Song of Jerusalem” – 5:52

CD 2
1. „Molly Malone” – 3:56
2. „Óro, Sé do Bheatha 'Bhaile” – 3:07
3. „The Singing Bird” – 4:25
4. „My Lagan Love” – 5:12
5. „I Am Stretched on Your Grave” – 4:43
6. „Nothing Compares 2 U” – 5:40
7. „John, I Love You” – 5:30
8. „The Moorlough Shore” – 5:41
9. „You Made Me the Thief of Your Heart” – 4:38
10. „Paddy's Lament” – 5:36
11. „Thank You for Hearing Me” – 5:12
12. „Fire on Babylon” – 7:32
13. „The Last Day of Our Acquaintance” – 5:58